# Thomas Willson

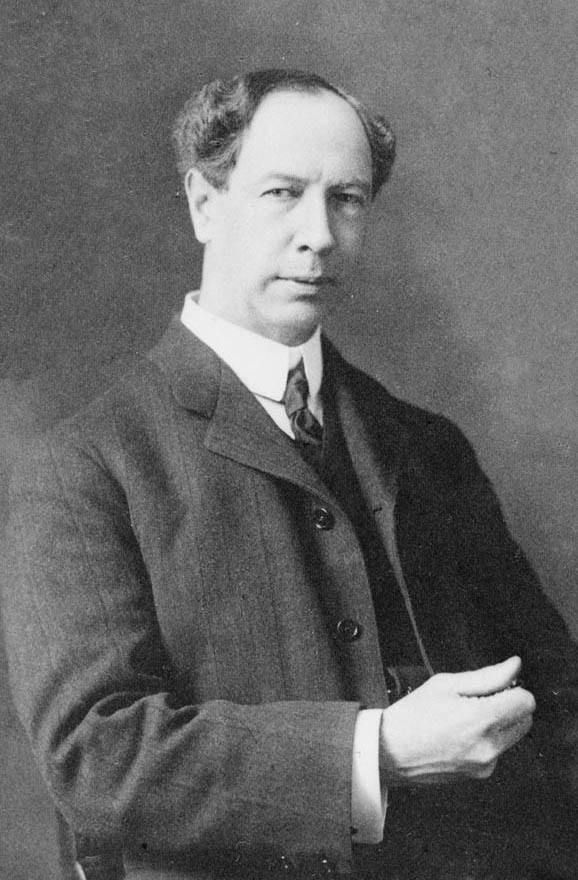
Thomas Willson um 1914

Thomas Leopold Willson (* 14. März 1860 bei Princeton (Ontario); † 20. Dezember 1915 in New York City) war ein kanadischer Erfinder und Unternehmer. Er ist für die Erfindung eines Herstellungsverfahrens für Calciumcarbid (Ausgangsprodukt der Acetylen-Industrie) in einem von ihm entwickelten Elektroofen bekannt. Die Herstellung von Calciumcarbid gelang etwa zur gleichen Zeit und unabhängig von Willson auch dem französischen Chemiker Henri Moissan.
Willson ging in Hamilton (Ontario) zur Schule, interessierte sich für Elektrizität und experimentierte damit, als er für einen Schmied arbeitete. Sein elektrisches Beleuchtungssystem mit von ihm entwickeltem Dynamo konnte er in Kanada nicht verkaufen und zog 1881 nach New York, um seine Erfindung in die USA zu vermarkten. Dort arbeitete er als Inspektor für Elektrofirmen und arbeitete weiter an seinen Erfindungen, speziell bei Anwendung von Elektrizität bei der Reduktion von Metallen, zum Beispiel bei der Aluminiumproduktion. Mit dem Investor James Turner Morehead, der mit seinen Wassermühlen (genutzt für Baumwollspinnerei) Elektrizität lieferte, gründete er 1891 die Willson Aluminium Company. Dabei experimentierte er auch mit Calcium zur Reduktion von Aluminiumchlorid in seinem elektrischen Ofen und fand dabei Calciumcarbid, als er Kalkstein mit pulverisiertem Anthrazit im Ofen erhitzte. Durch die Zugabe von Wasser zum Calciumcarbid bildet sich das brennbare, in Lampen einsetzbare Acetylengas. Willson entwickelte daraufhin eine kostengünstige industrielle Methode zur Calciumcarbidherstellung. Das Acetylen der Carbidlampe war Stadtgas an Leuchtkraft überlegen (und auch den frühen elektrischen Glühlampen), um 1903 kam die Verwendung als Schweißgas hinzu. Willson bekam aufgrund der Entdeckung den Spitznamen Carbide.
In der Firma, die er mit Morehead hatte entwickelten sie auch Ferrochrom. Er verkaufte das Patent 1895 an die spätere Union Carbide (gegründet 1898 durch John Motley Morehead III, den Sohn von James Turner Morehead) und zog selbst wieder nach Kanada. Vorher heiratete er 1895 in Kalifornien. Er baute Calciumcarbidfabriken in Ontario, Ottawa und Quebec und 1906 gründete er eine Firma für Leucht-Bojen und Leuchtturmlampen. Er brachte es zu großem Wohlstand (erster Besitzer eines Autos in Ottawa). Er verfolgte weitere visionäre Projekte mit einem eigenen Verfahren zur Stickstoffgewinnung für Dünger, Wasserkraftprojekten und Investitionen in die Holz- und Papierindustrie. Dazu verkaufte er seine Calciumkarbid-Patente und Firmen in Kanada und suchte in New York Investoren. Als er mit einer Zinsrate an den New Yorker Tabak- und Textilmillionär James Buchanan Duke in Verzug kam, riss dieser Willsons Investitionen und Vermögen an sich. Willson gab nicht auf und suchte, nachdem er entdeckte, dass er noch für Labrador und Neufundland Calciumcarbid-Rechte besaß, erneut Investoren in New York. Dort starb er an einem Herzanfall 1915. Er liegt in Ottawa begraben.
Die kanadische Bundesregierung ehrte Willson am 19. Oktober 1972 für sein Wirken und erklärte ihn zu einer „Person von nationaler historischer Bedeutung“.